# Cill Charthaigh
Cill Charthaigh, nome irlandese ufficiale (ben noto anche come il corrispettivo passato inglese Kilcar) è un villaggio del Donegal sud-occidentale, in Irlanda. 
È inserito in una gaeltacht, particolari aree irlandesi dove il gaelico è parlato a livello vernacolare, nonché in una cornice naturalistica e scenografica di estremo interesse.
La popolazione del centro, senza considerare tutti i residenti nelle zone rurali, è di 248 persone.

## Posizione
Cill Charthaigh è situato a ridosso della strada R263, che lo affianca aggirandolo a nord, nel sud-ovest del Donegal. Costituisce sostanzialmente l'unica ed ultima comunità di rilievo dopo Killybegs e prima della remota Gleann Cholm Cille.
L'abitato è formato da due sole strade principali con non molte case. Nei dintorni tuttavia sono numerose le townlands afferenti così come le abitazioni singole rurali, facenti parte della tradizionale "parish" di Kilcar e la cui estensione è di circa due chilometri quadrati. Il numero è di circa 45 townlands tuttavia di difficile identificazione: nomi e numero esatto sono cambiati frequentemente nel tempo trascorso.
L'abitato è situato all'interno della vasta gaeltacht della contea, a poca distanza dalla penisola di Muckross Head e dall'imponente penisola e scogliera di Slieve League.

## Economia
Nonostante la remota posizione e le esigue dimensioni, Cill Charthaig ha da sempre coinvolto in maniera vivace la propria popolazione sia per attività culturali che economiche.
Nella strada principale sono presenti due fabbriche tessili, intervallate prima della chiesa posta in fondo da alcuni negozi e ben quattro pub. Il villaggio è rinomato per avere la principale produzione a mano di tweed in Donegal, con un negozio all'interno dell'abitato che vende prodotti di alta qualità. Da annoverare inoltre un produttore di prodotti cosmetici realizzati utilizzando alghe marine. La Áislann Chill Chartha è invece un centro per la comunità che offre una libreria, una palestra (per pallacanestro e calcetto da indoor), un centro fitness, un centro informatico ed un piccolo teatro. 
Uno dei settori economici maggiormente produttivi è comunque il turismo: numerosi sono i B&B, gli alloggi vacanze e le opportunità che offre l'area.

### Turismo

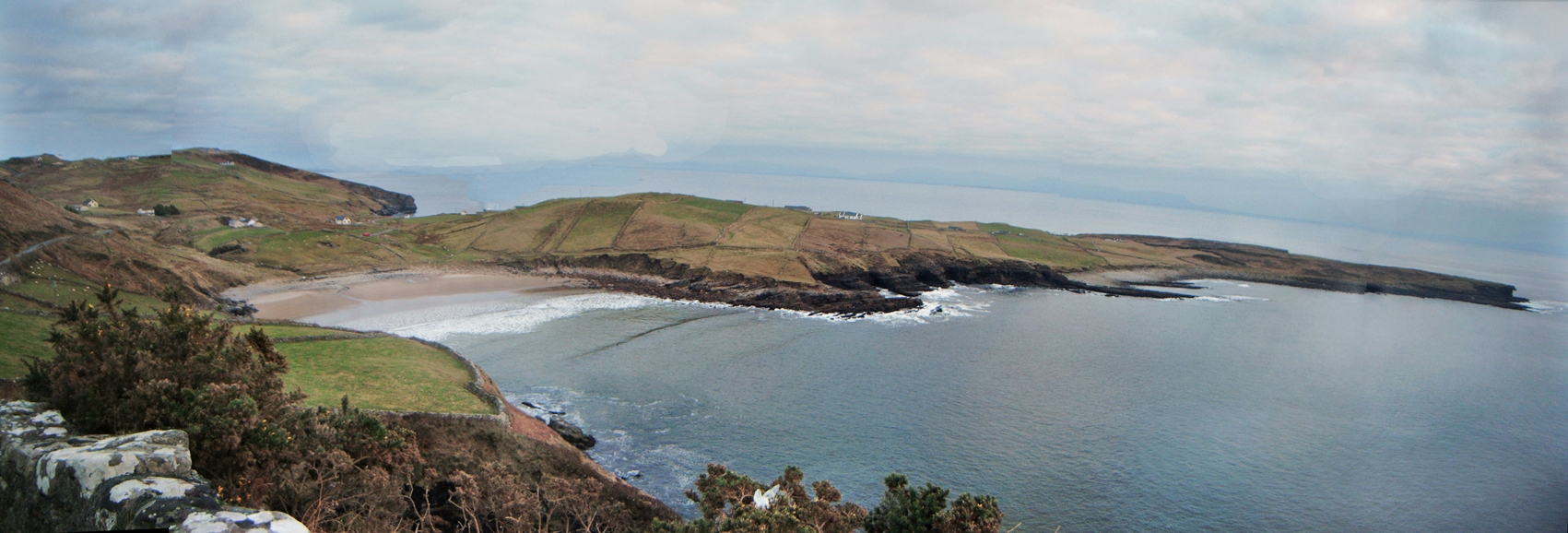
Panorama di Muckross Head dalla spettacolare Coast Road di Kilcar

L'abitato in sé, pur gradevole e caratteristico, non ha da offrire particolari attrazioni turistiche essendo costituito di poche abitazioni e una piccola chiesa. Nella aree circostanti sono presenti rovine di siti monastici e di vecchie chiese in disuso, come San Matteo.
Ciò che attira in particolare i turisti è Muckross Head, a breve distanza (circa 2 km) particolarmente apprezzata per i panorami splendidi, le possibilità di arrampicata su scogli e pendici, di surf sulla spiaggia orientata ad ovest e in giornate calde, anche di bagno per famiglie nell'altra riparata a sud.
Curris, meno conosciuta ma battuta dalla spettacolare Coast Road che parte dal villaggio che tocca anche Muckross, offre viste invece suggestive sulle Sliabh Liag e dispone di una spiaggia ed un molo.

## Cultura
Essendo situata nella gaeltacht del Donegal, la più vasta d'Irlanda, Cill Charthaig è un luogo dove il gaelico irlandese viene parlato a livello vernacolare dagli abitanti. Tuttavia non è la prima lingua del villaggio, dato che soltanto il 22% dei residenti lo parlano come madre lingua. 
L'inglese, specialmente grazie al turismo, è comunque parlato e compreso da ognuno dei residenti.
A Cill Charthaigh vengono allestite varie mostre, la più interessante senz'altro sulla storia del Donegal sud-occidentale che comprende una ricorrente esibizione delle fotografie storiche locali e di foto contemporanee scattate da fotografi noti dell'area.
La Áislann Chill Chartha è sede dell'apprezzatissima serie di concerti "Ceol na gConallach – The Donegal Sessions" che si tiene ogni sabato sera durante i mesi estivi e in altre occasioni annuali. I concerti si tengono nello stesso complesso in cui vengono prodotti i tweed cuciti a mano.

## Sport
Il campo della squadra GAA locale, il C.L.G. Chíll Chartha, è situato 2 chilometri fuori dal villaggio sulla Coast Road nella comunità di Towney, in un paesaggio altamente scenografico. Per questo motivo è considerato uno degli impianti sportivi più panoramici d'Irlanda.